# Colotois alba
Colotois alba är en fjärilsart som beskrevs av Schnaider 1950. Colotois alba ingår i släktet Colotois och familjen mätare. Inga underarter finns listade i Catalogue of Life.